# Søby Kommune
Søby Kommune på Ærø var en dansk sognekommune i Svendborg Amt fra 1867 til 1966. Kommunen bestod kun af Søby Sogn.
Kommunen blev oprettet 1. april 1867 efter Ærø ved fredsslutningen efter 2. slesvigske krig var blevet  overført fra Hertugdømmet Slesvig til Kongeriget Danmark. Søby Kommune blev per 1. april 1966 sammenlagt med Ærøskøbing Købstadskommune og landkommunerne Bregninge, Rise og Tranderup Kommuner til Vest Ærø Kommune. Vest Ærø Kommune skiftede i 1970 navn til Ærøskøbing Kommune og blev i 2006 sammenlagt med Marstal Kommune til Ærø Kommune.